# Kisselbach

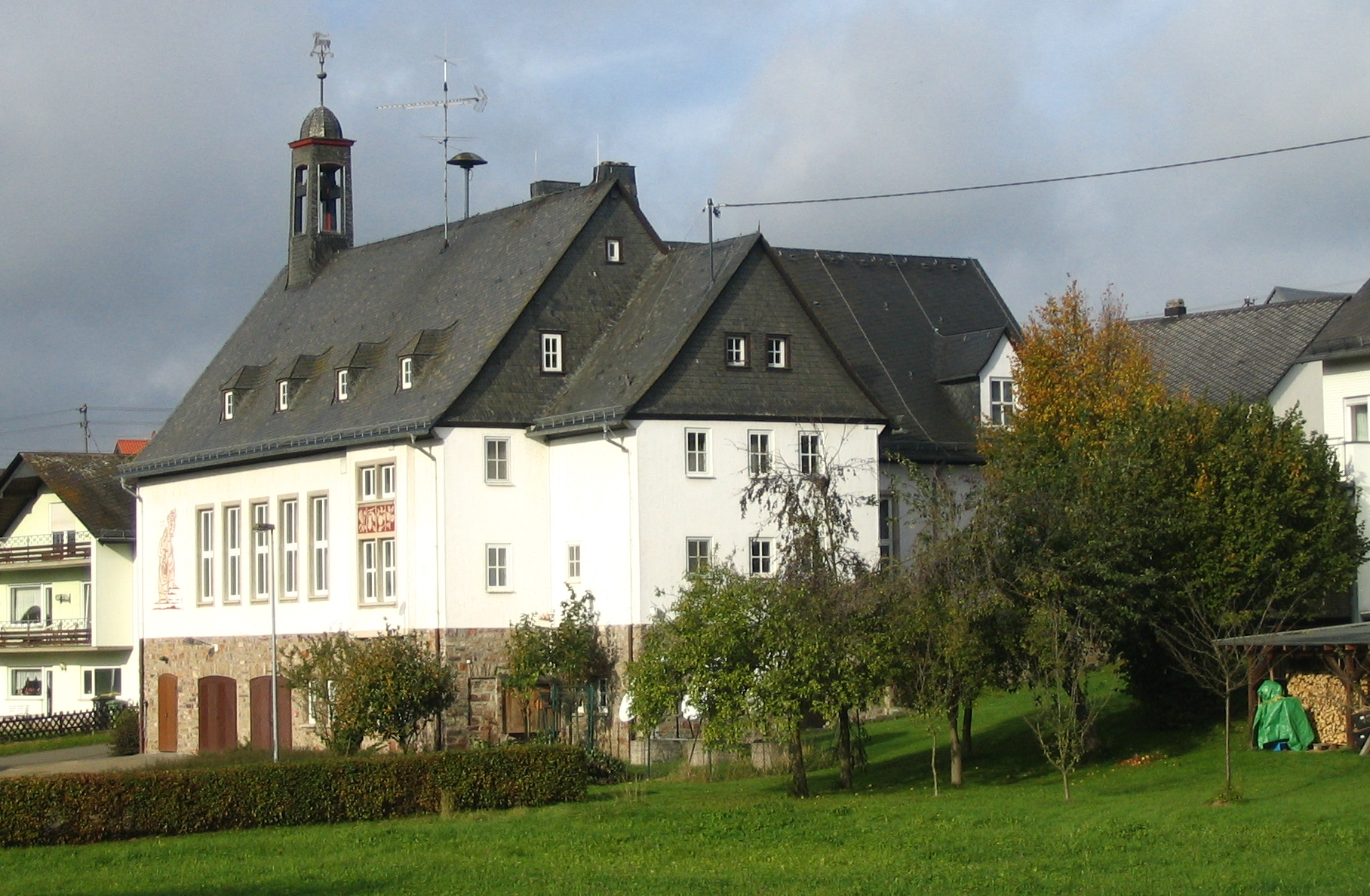
Gemeindehaus im Ortszentrum am Ufer des Simmerbachs.

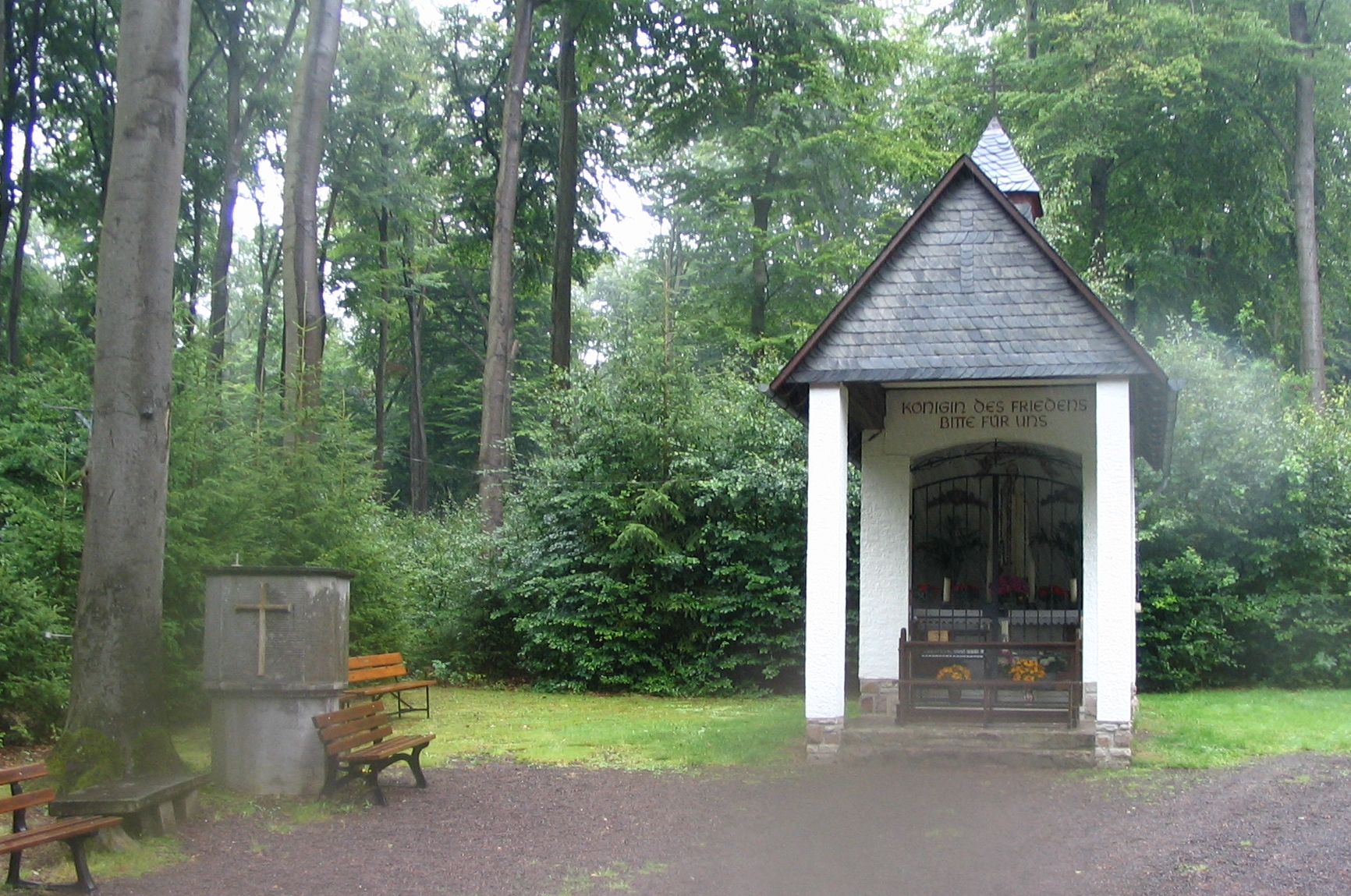
Waldkapelle südwestlich des Ortes

Kisselbach ist eine Ortsgemeinde im Osten des Hunsrücks im Rhein-Hunsrück-Kreis in Rheinland-Pfalz. Sie gehört der Verbandsgemeinde Simmern-Rheinböllen an.

## Geographie
Kisselbach liegt nordwestlich von Rheinböllen und dem Fuß des Soonwaldes und etwa 15 Kilometer entfernt vom Mittelrhein. Der Simmerbach fließt durch das Dorf. Zur Gemeinde gehören auch die Wohnplätze Grings-Mühle, Kesselhannesmühle und Ölmühle.

## Geschichte
Die erste urkundliche Erwähnung findet Kisselbach als „Kisilbath“ in einer Grenzbeschreibung der Pfarrei Mörschbach aus dem Jahre 1006. Hierbei könnte es sich jedoch auch lediglich um den Bach handeln, der sich östlich von Steinbach befindet und der noch heute Gemarkungsgrenze ist.
Kisselbach war seit jeher durch den Simmerbach in zwei gleichnamige Ortsteile getrennt, der eine Teil gehörte zum Kurfürstentum Trier (Amt Oberwesel) und war ehemals reichsunmittelbar, der andere zur Kurpfalz beziehungsweise zum Fürstentum Simmern. Mit der Besetzung des Linken Rheinufers im Jahre 1794 durch französische Revolutionstruppen wurden die Orte französisch, von 1798 bis 1814 gehörte er zum Kanton Simmern im Rhein-Mosel-Département. Nach der Franzosenzeit, 1815, wurden die Orte auf dem Wiener Kongress dem Königreich Preußen zugeordnet. Erst 1939 erfolgte die Zusammenlegung von Kisselbach diesseits und Kisselbach jenseits zu einer Gemeinde. Seit 1946 ist der Ort Teil des damals neu gebildeten Landes Rheinland-Pfalz.
Bevölkerungsentwicklung
Die Entwicklung der Einwohnerzahl von Kisselbach bezogen auf das heutige Gemeindegebiet; die Werte von 1871 bis 1987 beruhen auf Volkszählungen:
| Jahr | Einwohner |
| ---- | --------- |
| 1815 | 410       |
| 1835 | 545       |
| 1871 | 541       |
| 1905 | 544       |
| 1939 | 478       |

| Jahr | Einwohner |
| ---- | --------- |
| 1950 | 511       |
| 1961 | 504       |
| 1970 | 542       |
| 1987 | 530       |
| 1993 | 544       |

| Jahr | Einwohner |
| ---- | --------- |
| 1999 | 568       |
| 2005 | 587       |
| 2011 | 558       |
| 2017 | 587       |
| 2023 | 621       |

## Politik

### Gemeinderat
Der Gemeinderat in Kisselbach besteht aus zwölf Ratsmitgliedern, die bei der Kommunalwahl am 9. Juni 2024 in einer Mehrheitswahl gewählt wurden, und dem ehrenamtlichen Ortsbürgermeister als Vorsitzendem.

### Bürgermeister
Christian Galle wurde am 15. Juli 2024 Ortsbürgermeister von Kisselbach. Bei der Direktwahl am 9. Juni 2024 war er als einziger Bewerber mit einem Stimmenanteil von 81,8 % für fünf Jahre gewählt worden.
Mit der Ernennung von Christian Galle endete die Führung der Amtsgeschäfte durch die Beauftragte Ellen Becker, die seit dem 1. Februar 2023 von der Kommunalaufsicht der Kreisverwaltung des Rhein-Hunsrück-Kreis eingesetzt worden war. Christine Düster war bei der Kommunalwahl am 26. Mai 2019 als Nachfolgerin von Heinz-Ludwig Kub zur Ortsbürgermeisterin gewählt worden.

### Wappen
| Wappen von Kisselbach | Blasonierung: „Unter goldenem Schildhaupt, darin ein schwarzer, rotfüßiger Adler, von Schwarz und Silber schräglinks wellengeteilt, oben ein nach links aufwärts schreitender, rotbezungter goldener Löwe, unten ein durchgehendes rotes Balkenkreuz.“ |
| Wappen von Kisselbach | Wappenbegründung: Der Adler erinnert an die frühere Reichsunmittelbarkeit des späteren Trierer Teils. Der Löwe steht für die Kurpfalz, das Kreuz für Trier, die Wellenlinie steht für die Teilung durch den Simmerbach.                                |

## Kultur und Sehenswürdigkeiten
Eine der Sehenswürdigkeiten ist die Waldkapelle zu Ehren der heiligen Maria, zu der an jedem 13. Tag des Monats von Mai bis Oktober eine Lichterprozession der katholischen Kirchengemeinde stattfindet.
Siehe auch: Liste der Kulturdenkmäler in Kisselbach

## Vereine
In Kisselbach gibt es einen Sportverein mit Tennisabteilung, eine Freiwillige Feuerwehr sowie einen Gesangsverein der katholischen Kirche. Außerdem verfügt Kisselbach über einen eigenen Offenen Kanal.

## Wirtschaft und Infrastruktur
Kisselbach liegt nahe an der A 61. Die Abfahrt Laudert/Kisselbach ist etwa 3 km entfernt und wird über die Landstraße 220, die Kisselbach mit der Kreisstadt Simmern (14 km) und der Stadt Oberwesel am Rhein (21 km) verbindet, erreicht.
Im Ort gibt es noch zwei landwirtschaftliche Vollerwerbsbetriebe, dazu noch eine Reihe „Feierabendbauern“. Es gibt wenige Handwerker und Dienstleister, Geschäfte für den täglichen Bedarf fehlen. Lediglich ein Bauernhof in einer angrenzenden Nachbargemeinde bietet seine Waren in einem Hofladen an. Der Tourismus hat mit einem Gasthaus, einer Pension und einer neugebauten Ferienwohnung noch bescheidene Ausmaße.
Am 27. September 2014 wurde von RWE im Rahmen der Aktionswoche „Rheinland-Pfalz: Ein Land voller Energie“ ein Smart-Operator-Nahbereichsnetz gestartet, das die Erzeugung aus 14 Photovoltaikanlagen und den Verbrauch von 130 Haushalten und 21 Nachtspeicherheizungen intelligent steuert.
Außerdem ist Kisselbach seit April 2014 mit dem „Schnellen Datennetz“ verbunden. Dies ist Voraussetzung für das vorgenannte Projekt.